# Bythinella hungarica
Bythinella hungarica is een slakkensoort uit de familie van de Hydrobiidae. De wetenschappelijke naam van de soort is voor het eerst geldig gepubliceerd in 1880 door Hazay.